# Reimerswaal (ville disparue)
Pour les articles homonymes, voir Reimerswaal.
L'ancienne ville de Reimerswaal se trouvait sur l'île de Zuid-Beveland et a été durant le Moyen Âge tardif la troisième ville de Zélande après Middelbourg et Zierikzee.

## Histoire
Les origines de la ville sont mal connues. La première mention d'un habitant originaire de Reimerswaal remonte à 1203. La ville a obtenu en 1375 une charte communale similaire à celle de Middelbourg.
La charte confirmait l'importance commerciale qu'avait la ville. Reimerswaal se trouvait le long de l'Escaut oriental, le bras le plus important de l'Escaut à cette époque, et était l'un des plus grands ports de la région. La principale marchandise était la garance : un colorant rouge en était extrait et était destiné au marché flamand. La plante était alors cultivée dans tout Zuid-Beveland.
Au cours du XVIe siècle, Reimerswaal fut de plus en plus vulnérable face aux inondations. À cause de la saliculture, le sol autour de Reimerswaal s'est affaissé gravement. Le samedi 5 novembre 1530, la région a été ravagée par les grandes inondations de la Saint-Félix. Ce jour serait connu plus tard sous le nom de quade saterdach (le « mauvais samedi »). La ville elle-même n'a pas été envahie par les inondations, contrairement à une grande partie du pays environnant. Le réendiguement du territoire à l'est de Reimerswaal a été envisagé, mais une nouvelle inondation en 1532 a toutefois mis fin à cet espoir : il y eut en novembre de cette année des inondations qui coupérent définitivement la ville du reste de Zuid-Beveland.
Sans marchandise ni arrière-pays, Reimerswaal fut touchée par une grande crise économique. Le commerce et l'industrie périclitèrent rapidement. En outre, la ville se retrouvant sur une île toujours plus petite, elle n'avait presque plus de protections contre les invasions de la mer. À la suite d'une grande tempête en 1551, les digues qui avaient été restaurées furent détruites et les derniers villages autour de Reimerswaal disparurent. À son tour, la ville elle-même se retrouva sous les eaux. En 1555, la dernière digue aux environs de Reimerswaal céda et les eaux arrivèrent jusqu'aux murailles de la ville. En 1557, de nouvelles inondations frappèrent les remparts au bas desquels de nombreuses habitations furent perdues. En 1561 et 1563, les inondations se sont succédé à un rythme rapide. La plupart des habitants ont quitté l'île. Ils essayèrent de poursuivre leur négoce et de commencer une nouvelle vie à Tholen ou Zierikzee.
À l'époque de la Guerre de Quatre-Vingts Ans, les autorités de la ville étaient alliées au roi d'Espagne. Les Gueux ont conquis Reimerswaal en 1573 et l'ont incendiée complètement. Pendant trois ans, la ville fut abandonnée. Pourtant, quelques habitants revinrent dans l'espoir de la reconstruire : ce fut un échec.
Au début du XVIIe siècle, Reimerswaal n'était plus qu'un village constitué de quelques maisons délabrées. En 1626 et en 1632, les États de Zélande vendirent les maisons et les remparts subsistants. À la fin du XVIIe siècle, il ne restait plus de Reimerswaal qu'une petite île avec quelques ruines. Au début du XVIIIe siècle, ces dernières ruines disparurent également dans les flots.

## Position
L'écluse Bergsediep sur l'Oesterdam a été construite à l'emplacement de la ville disparue.

## Natif de Reimerswaal
- Marinus van Reymerswale, peintre du XVIe siècle